# Pier 21
Pier 21, mit vollständigem Namen Canadian Museum of Immigration at Pier 21 bzw. Musée canadien de l’immigration du Quai 21, ist eines der aktuell neun kanadischen Nationalmuseen und gleichzeitig eine nationale historische Stätte in Kanada. Es befindet sich in Halifax und dem Museum stehen heute rund 900 m² an Ausstellungsfläche zur Verfügung.
Während der Zeit von 1928 bis 1971 diente es ursprünglich als Passagierterminal für transatlantische Linienschiffe. Während dieser Zeit war es auch für mehr als eine Million Einwanderer und Flüchtlinge das Eingangstor nach Kanada, weshalb es auch als Kanadas Ellis Island bezeichnet wurde. Während des Zweiten Weltkriegs war es der Ablegepunkt für kanadische Truppen auf ihrem Weg auf den europäischen Kriegsschauplatz. Außerdem kamen hier zwischen 1942 und 1948 rund 48.000 als Kriegsbräute bezeichnete Ehefrauen, die kanadische Soldaten in Übersee geheiratet hatten, an. Nach der Schließung des Passagierterminals wurde das Gebäude als Lagerhalle und als Künstleratelier genutzt.
Im Jahr 1997 wurde das Gebäude als Pier 21 National Historic Site of Canada in die Liste der nationalen historischen Stätten von Kanada (National Historic Site of Canada) aufgenommen. Ebenfalls wird hier sowohl an der „Wall of Service“ im Museum selber sowie mit einer offiziellen Gedenktafel am Gebäude an die Ankunft der Kriegsbräute gedacht, welche am 22. September 1997 von der kanadischen Regierung zu einem „nationalen historischen Ereignis“ erklärt wurde.
Am Canada Day 1999 wurde es als Museum wiedereröffnet und im Februar 2011 zu einem nationalen Museum.
Neben dem Museum legen heute die Kreuzfahrtschiffe an, die Halifax während der Saison zahlreich anlaufen.

## Betreiber
Betrieben wird das Museum durch die Crown Corporation „Canadian Museum of Immigration at Pier 21“, ein öffentliches Unternehmen nach Abschnitt III.I des „Financial Administration Act“ (R.S.C., 1985, c. F-11).